# Weißensee
Weißensee er et område i bydelen Pankow i Berlin, Tyskland. Området er opkaldt efter den lille sø Weißer See, der ligger i området. Indtil reformen af Berlins bydele i 2001 udgjorde Weißensee sin egen bydel, men har siden været en del af den nye større bydel Pankow, der også omfatter Prenzlauer Berg. Alle bydele ligger i det tidligere Østberlin.
Weißensee blev første gang nævnt i 1313 som Wittense. De første beboere bosatte sig på østsiden af søen, hvor en gammel handelsrute forbandt Berlin med Szczecin (Stettin) og Østersøen. Ruten kendes i dag som Bundesstraße 2.
Som Berlins befolkningsmæssigt mindste bydel har Weißensee historisk befundet sig lidt i skyggen af nabobydelene Prenzlauer Berg og Pankow. Området er dog de senere år blevet mere populært grundet dets nærhed til det fashionable, men dyre Prenzlauer Berg. Området omkring Weißer See er karakteriseret ved sin historiske arkitektur og mange parker. Kunstskolen Kunsthochschule Berlin-Weißensee ligger også i området. Den jødiske kirkegård i Weißensee er en af Europas største. Her er bl.a. maleren Lesser Ury og udgiverne Samuel Fischer og Rudolf Mosse begravet.

## Kulturel betydning
Tv-serien Kærlighed i Murens skygge foregår primært i området.
52°33′N 13°28′Ø / 52.550°N 13.467°Ø